# Vista Bella

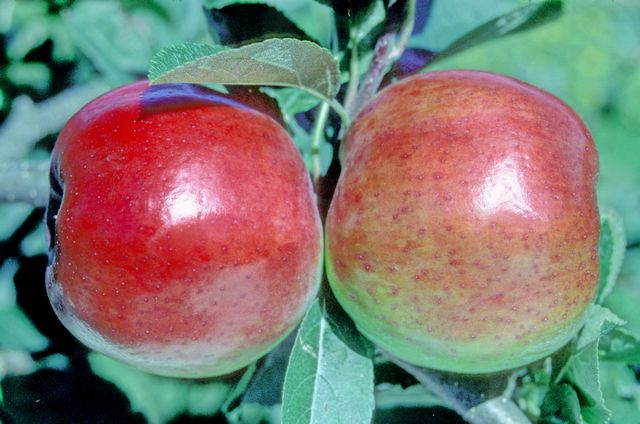

Vista Bella (Malus domestica 'Vista Bella') je ovocný strom, kultivar druhu jabloň domácí z čeledi  růžovitých. Plody jsou řazeny mezi odrůdy letních jablek, dozrává v červenci až srpnu k přímé konzumaci během několika dnů. Osvědčila se postupná sklizeň probírkou. Při velké násadě je nezbytná probírka plůdků. Odrůda je náchylná k strupovitosti i padlí. Roste bujně.

## Historie

### Původ
Byla zaregistrována v USA firmou New Jersey Agricultural Experiment Station, v roce 1956. Odrůda byla vyšlechtěna zkřížením odrůd Julyred, Starr a dalších. podle jiných zdrojů vznikla v roce 1976 záměrným křížením na Rutgers University ve státě New Jersey.

## Vlastnosti
Odrůda kvete raně a dlouho, je dobrým opylovačem, je zcela cizosprašná.

### Růst
Růst bujný. Odrůda vytváří středně velké rozložité koruny. Letní řez je vhodný. Plodonosný obrost je na dlouhých výhonech.

## Plod
Plod je poměrně kulatý až ploše kulovitý, střední až malý, velikostně jsou plody nevyrovnané. Slupka typicky modrofialové ojíněná, hladká, silná, ojíněná, zelené zbarvení je překryté červenou barvou ve formě líčka. Zastíněné plody bývají málo vybarvené, zůstávají zelené. Dužnina je bílá, slabě navinulá, šťavnatá, jemná, chuť osvěžující. Plod jemně voní.

## Plodnost
Plodí záhy, dobře a v mládí pravidelně, později střídavě.

## Choroby a škůdci
Odrůda je silně napadána strupovitostí jabloní a padlím. Stromy vyžadují chemickou ochranu.

## Použití
Je vhodná k přímému konzumu, příznivě je hodnocena chuť plodů.